# Strv 74
Stridsvagn 74、略称Strv 74はスウェーデンの戦車であり、1958年から1984年までスウェーデン陸軍で使用された。この車輌はより旧式かつ1950年代に軍務から外されていったStridsvagn m/42を改修したものである。Strv m/42は完全にスクラップ処分されるかわりに、車体が新型戦車を製造するために使われ、この車輌は新規に購入されたStridsvagn 101を補助するものとなった。
Strv 74の砲塔は完全に新造されたもので、旧式の対空砲をベースとした75mm高初速砲を装備し、エンジンと操向変速機はStrv m/42のものを改修するか換装されている。より幅広の履帯、そして砲塔旋回用に独立した電動機が導入された。その一方で手動式の砲塔旋回系統は予備として残された。

## 歴史
Stridsvagn 74の開発の経緯はStridsvagn m/40およびStridsvagn m/42を通じ、原型は車重16,257kgの16トン ラーゴ戦車に行き着く。これはスウェーデンの企業であるランツヴェルク社でハンガリー陸軍向けに製造されていたものだった。そのため、Strv 74は基礎的に第二次世界大戦時のStrv m/42を近代化改修したものである。それはこのスウェーデン製の戦車を、戦禍の残るヨーロッパの標準的装備へと到達させる試みだった。本車はそうした目的にはもっともよく合致していた。
生産は1958年に行われた。Stridsvagn 74の車重は22,500kg、スカニア・ヴァビス社製の239KW/320.5hpディーゼルエンジンで駆動し、最高速度は45km/hだった。また航続距離は200kmである。搭乗員は4名で、75mm主砲を装備したほか、改修された砲塔には3挺の機関銃が付けられた。後にはより適した射撃管制システムと、初速を増加させてアップグレードした主兵装といった、さらなる改修が施された。

## 運用
Stridsvagn 74はスウェーデン陸軍の機甲連隊において最初の数年間、主力戦車として使われ、それからStrv 102やStrv.103に代替された。この後、独立軍団の戦車中隊で使用され、さらに後には歩兵支援任務用の突撃砲中隊に格下げとなった。
1981年および1984年の退役の前の本車は「Strv 74 V」また「Strv 74 H」と呼ばれた。
砲塔が保管された後、固定式の砲装備トーチカとして使用され、最終的に退役し廃却されたのは2000年代初頭である。

## 派生型
Strv 74は、ほぼ同一である2種のバージョン、Strv 74 HおよびStrv 74 Vとして利用された。その唯一の相違点は操向変速機である。H型はStrv m/42 THをベースとしており、またV型はStrv m/42 TVを基礎としていた。
本車はシルエットが高く装甲が薄いことから、3時から9時の方角へ発砲した際には反動で車体が大きく揺り動かされ、このことから搭乗員にしばしば「Sanslös」と呼ばれた。これは英語の senseless に相当し、無益や人事不省、ばかげているとの意である。

## 画像

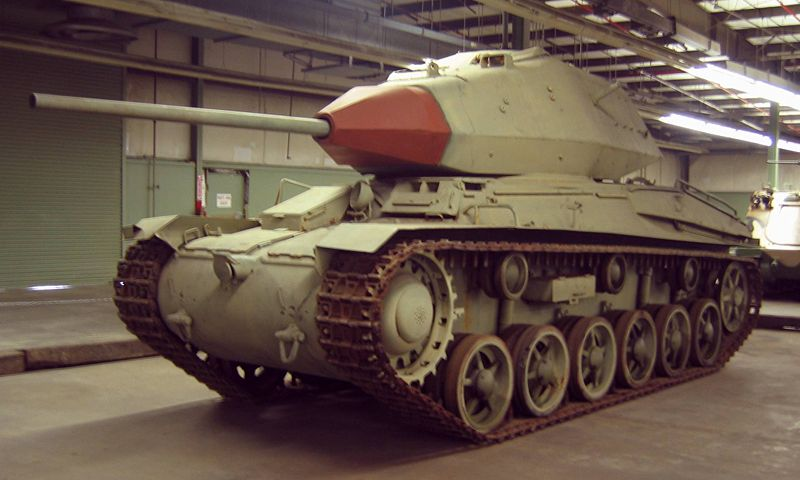
バージニア州ダンヴィルに所在するアメリカ機甲部隊協会戦車博物館のStrv 74。
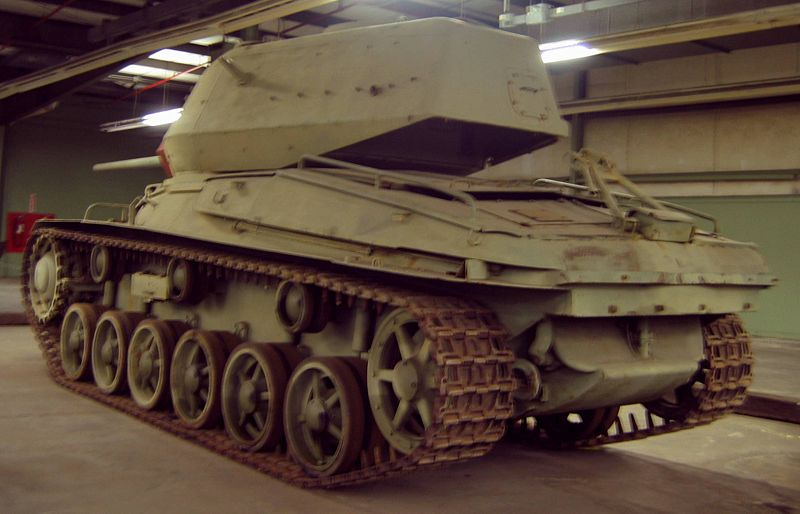
同博物館のStrv 74を後方から撮影したもの。

## 登場作品
『War Thunder』
Update 1.97にてスウェーデンツリーに実装された。プレイヤーが操作可能。
『World of Tanks』
スウェーデン中戦車Strv 74として開発可能。